# Bartholomew Green (Drucker, 1666)
Bartholomew Green (* 12. Oktober 1666 in Cambridge, Massachusetts; † 28. Dezember 1732) war ein amerikanischer Drucker und später der Chefredakteur der Zeitung The Boston News-Letter.

## Green als Chefredakteur
The Boston News-Letter gilt als erste kontinuierlich herausgegebene Zeitung im britischen Nordamerika. Zunächst wurde sie von der britischen Regierung stark subventioniert, aber in der Auflage beschränkt. Der erste Chefredakteur war John Campbell. Im Jahr 1722 wechselte die Position des Chefredakteurs und Green als Drucker der Zeitung bekam die Stelle. Green änderte den Schwerpunkt der Zeitungsinhalte und legte mehr Gewicht auf die Geschehnisse vor Ort. Nach seinem Tod im Jahr 1732 übernahm sein Schwiegersohn John Draper, der auch ein Drucker war, die Führung der Zeitung. Er vergrößerte die Zeitung auf vier Seiten und füllte sie mit Nachrichten aus der ganzen Kolonie. Green hatte einen Sohn namens Bartholomew, der ein erfolgreicher Drucker war.

## Gedruckte Schriften
- Benjamin Colman: Some observations on the new method of receiving the small-pox by ingrafting or inoculating. Boston 1721 (englisch, nih.gov). Green druckte das Werk für Samuel Gerrish in seinem Geschäft.
- Autorengruppe (anonym): A vindication of the ministers of Boston: from the abuses & scandals, lately cast upon them, in diverse printed papers. Boston 1722 (englisch, nih.gov). Green druckte das Werk für Samuel Gerrish in seinem Geschäft.
- The charter granted by Their Majesties King William and Queen Mary, to the inhabitants of the province of the Massachusetts-Bay in New-England. Boston 1742 (englisch, archive.org). Green druckte das Werk für den Leutnant, Gouverneur und Stadtrat Benjamin Eliot und verkaufte es in seinem Geschäft.